# Parafia św. Benedykta opata w Tychach
Parafia św. Benedykta opata – rzymskokatolicka parafia znajdująca się w Tychach. Parafia należy do dekanatu Tychy Nowe w archidiecezji katowickiej.
Parafia powstała w 1999 r. jako parafia tymczasowa. Kościół poświęcił abp Damian Zimoń w 2005 roku i erygował parafię pełnoprawną. Budowę kościoła prowadził ks. Józef Dombek. Przy parafii powstał ośrodek charytatywny dla dzieci z rodzin patologicznych.